# Yuejin Motor

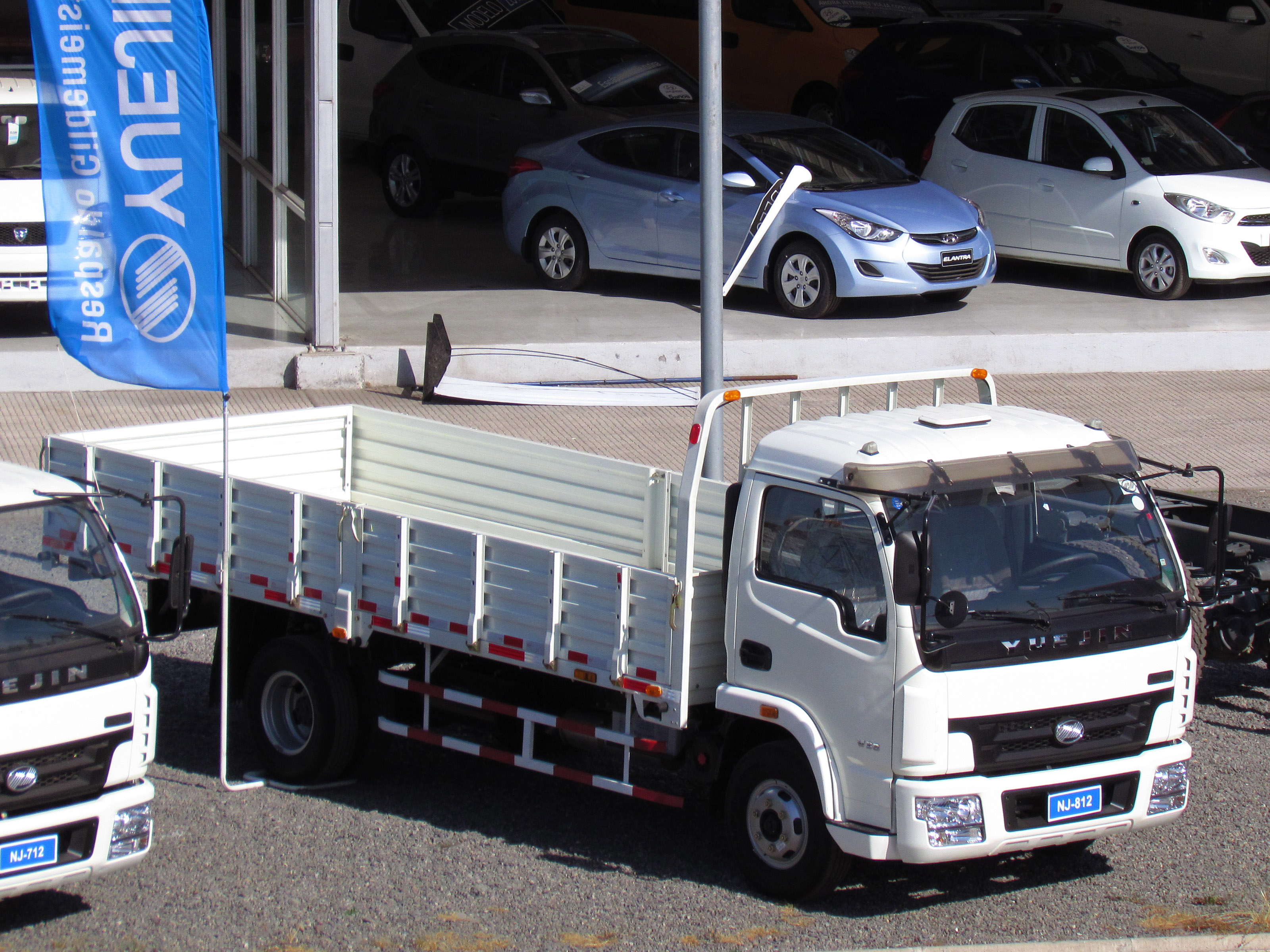
Lkw von Yuejin

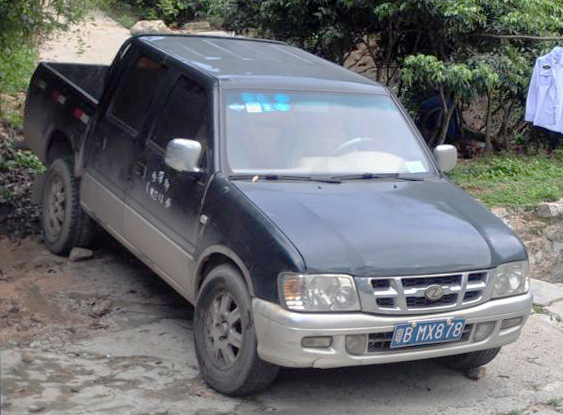
Pick-up von Yuejin

Yuejin Motor (Group) Corporation ist ein Hersteller von Kraftfahrzeugen aus der Volksrepublik China.

## Beschreibung
Das Unternehmen wurde 1947 als Nanjing Auto Works in Nanjing gegründet. 1958 begann die Produktion von Lastkraftwagen. Sie werden unter der Marke Yuejin vertrieben. 1995 erfolgte die Umbenennung in Yuejin Motor (Group) Corporation. Zwischen 2000 und 2005 entstanden auch Personenkraftwagen. Seit 2002 gehört das Unternehmen zur Nanjing Automobile Group.
Es gibt oder gab eine Verbindung zu Iveco sowie eine ehemalige zu Fiat S.p.A., siehe Nanjing Fiat Automobile.